# Emeric Pressburger
Emeric Pressburger, född 5 december 1902 i Miskolc, död 5 februari 1988 i Saxtead i Suffolk, var en ungersk-brittisk manusförfattare, filmregissör och producent. Pressburger är främst känd för sitt samarbete med Michael Powell, däribland med filmerna 49:de breddgraden (1941), Det började i Berlin (1943), Störst är kärleken (1946), Svart narcissus (1947), De röda skorna (1948) och Hoffmanns äventyr (1951). Han är morfar till filmproducenten Andrew Macdonald och regissören Kevin Macdonald. Den senare har skrivit en biografi om morfadern och även gjort en dokumentär om hans liv, The Making of an Englishman (1995).

## Filmografi i urval
(Manus och regi om inget annat anges)

- U-båt spionen (1938, endast manus)
- Storstad i mörker (1940, endast manus)
- 49:de breddgraden (1941, endast manus)
- Ett av våra bombplan saknas (1942)
- Det började i Berlin (1943)
- A Canterbury Tale (1944)
- Det hände i Skottland (1945)
- Störst är kärleken (1946)
- Svart narcissus (1947)
- De röda skorna (1948)
- Det hemliga rummet (1949)
- Den gäckande nejlikan (1950)
- Villebråd (1950)
- Hoffmanns äventyr (1951)
- Rosalinda (1955)
- Jagad över haven (1956)
- Generalen kidnappad (1956)
- They're a Weird Mob (1966)